# Mandato Francês da Síria e do Líbano
O Mandato Francês da Síria, oficialmente Mandato para a Síria e o Líbano (em francês:  Mandat français en Syrie et au Liban, em árabe: الانتداب الفرنسي في سوريا و لبنان Al-Entidab Al-Fransi fi Souriya oua Loubnan) foi um mandato da Liga das Nações criado após a Primeira Guerra Mundial e da partilha do Império Otomano.
Durante os dois anos que se seguiram ao fim da guerra em 1918, e segundo o acordo Sykes-Picot assinado entre o Reino Unido e a França durante a guerra, os britânicos mantiveram o controle da província otomana da Mesopotâmia (atual Iraque) e na parte sul da província otomana da Síria (atuais Síria, Israel, Líbano e Jordânia), enquanto os franceses controlavam o resto da Síria Otomana (os atuais Síria, Líbano  e a província de Hatay, que hoje pertence à Turquia).
Durante os primeiros anos da década de 1920, o controle britânico e francês desses territórios foram formalizados pela Liga das Nações no "sistema de mandatos", e a França foi atribuído o mandato da Síria em 29 de setembro de 1923, que incluiu o Líbano moderno e a província de Hatay  em adição à Síria moderna.
O Mandato francês da Síria durou até 1943, quando na sequência da campanha da Síria e do Líbano surgiram dois países independentes da entidade: a Síria e o Líbano. A região de Hatay tinha formalizado a sua união com a Turquia  em 1939, através de um referendo. Forças Francesas Livres deixaram o território do antigo Mandato em 1946.